# Адвокат Мартіан
«Адвокат Мартіан» — драматична поема Лесі Українки.

## Дійові особи
- Адвокат Мартіан Емілій.
- Аврелія — його дочка.
- Валент — його син.
- Альбіна — його сестра.
- Люцілла — її дочка, Мартіанова небога.
- Констанцій — писар у Мартіана.
- Брат Ізоген — значний християнин, належний до кліру.
- Ардент — молодий християнин.
- Мім — німий раб.
- Германець — воротар.
- Центуріон вігілів.
- Сторожа, сусідки.

## Історія публікацій
Вперше надруковано в журналі «Літературно-науковий вісник».

## Історія написання
Задум написати п'єсу виник у Лесі Українки у вересні 1911 p., після завершення драми-феєрії «Лісова пісня». 15 вересня Леся Українка писала до матері з Хоні:
|  | …В холоднішому настрої я обіцяю собі зробити щось і ad panem et aquam і, певне, таки зроблю |

Робота над п'єсою тривала у жовтні — листопаді і завершилась, як свідчить дата чорнового автографа, 21 листопада того ж року. В листі до А. Ю. Кримського 24.05.1912 р. Леся Українка повідомляла:
|  | Після неї я, відхорувавши, скільки належалось, написала одноактівку знов з римсько-християнським колоритом (III ст.), потім уже захворіла як слід – од різдва до великодня… |

## Постановки
Драматична поема була поставлена Державним драматичним театром ім. Т. Г. Шевченка в Києві в сезон 1921—1922 р.

## Літературна критика
Агатангел Кримський згадує:
|  | Я не наважусь назвати іншого письменника, який би з такою відповідальністю ставився до своєї праці, як Леся Українка. Вона готувалася написати драми «У катакомбах» і «Адвокат Мартіян» і звернулася до мене з просьбою дати їй кілька наукових праць, де можна було б ознайомитись а християнським підпіллям, а розвитком влади митрополитів, коли їх переслідували. Я послав їй спеціальну дисертацію Гідулянова «Развитие власти митрополитов в первые три века христианства». Леся Українка ґрунтовно вивчила цю велику дисертацію, а потім пише мені: «Це мене не задовольняє. Мені потрібні оригінальні документи». А вона знала класичні мови – латинську, грецьку. І писала, що саме їй треба діставати. Я послав їй ще величезну дисертацію Олара «Переслідування християн Римською імперією», написану французькою мовою, – товста книга. Поетеса місяців два читала її і знову пише, що не може «тільки розвідкою обмежитись». Вона замовила ще ряд книжок. Я їй цілу бібліотеку послав. Вона всі ці книжки уважно перечитала. Якби який-небудь приват-доцент стільки прочитав, скільки вона! А вона стільки працювала лише для того, щоб написати дві коротесенькі одноактові драми. Без перебільшення можу сказати, що Леся Українка була справжнім ученим, дослідником |